# Chiesa di San Lorenzo (Folgaria)
La chiesa di San Lorenzo è la parrocchiale di Folgaria in Trentino. Appartiene alla zona pastorale Valsugana - Primiero dell'arcidiocesi di Trento e risale al XIII secolo.

## Storia

### Fondazione e primi secoli

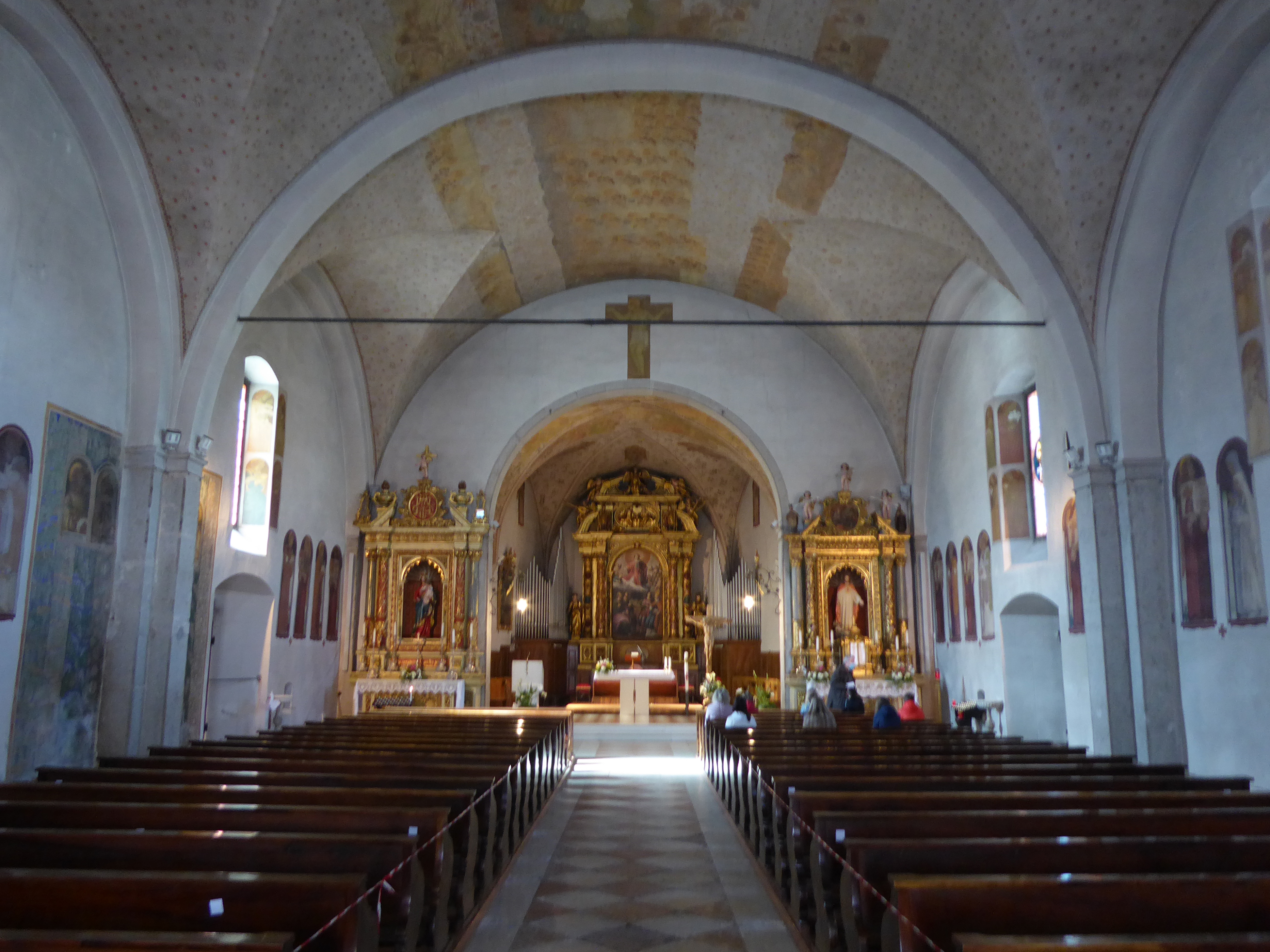
Interno

Attorno al 1220 la primitiva cappella di Folgaria venne citata a proposito della concessione del fonte battesimale e della possibilità di avere accanto un camposanto. In quel periodo dipendeva dalla pieve di Volano, dalla quale era separata da una notevole distanza.
In seguito Folgaria ottenne l'autonomia dal punto di vista della giurisdizione ecclesiastica e la cappella col tempo perse importanza come edificio perché venne inglobata nella nuova chiesa con dedicazione a San Lorenzo e fu trasformata nella cappella del Crocifisso. 
Ottenne dignità parrocchiale nel 1400.
Con la seconda metà del XVI secolo si iniziò a pensare ad un ampliamento dell'antica cappella ma sorsero difficoltà sul piano economico perché non si trovò facilmente un accordo tra il rettore della chiesa e la comunità su chi dovesse sostenere le ingenti spese per i lavori. Si arrivò così alla prima metà del secolo successivo, quando finalmente il cantiere venne aperto e gestito in autonomia dalla popolazione senza interventi di persone specializzate in tali costruzioni. Le autorità non poterono opporsi e la primitiva cappella, che era intitolata a San Leonardo, venne in parte recuperata per diventare, come già accennato, la nuova cappella laterale della chiesa di San Lorenzo, dedicata al Crocifisso. Durante la ricostruzione venne mutato anche l'orientamento. Nel 1636 il principe vescovo di Trento Carlo Emanuele Madruzzo celebrò la solenne consacrazione ma ancora l'edificio non era ultimato. Mancava la sacrestia, non c'era la pavimentazione e neppure i banchi.
Verso la fine del secolo la torre campanaria venne sopraelevata.
La parrocchia divenne arcipretura nel 1728. A partire dalla seconda metà del XVIII secolo fu oggetto di interventi migliorativi come l'installazione di un orologio sulla torre e l'ampliamento con sistemazione della parte presbiteriale.

### XIX secolo
L'antica cappella di San Leonardo, nel 1802, fu rinnovata. Venne arricchita di un altare in marmo e venne posata una nuova pavimentazione. Sull'altare venne posta la statua del Crocifisso e da quel momento il nome della cappella mutò ufficialmente. 
In seguito venne rivista la copertura a cipolla rovesciata della torre campanaria e nella cella trovarono posto cinque nuove campane e poi venne spostata l'area cimiteriale, creando un nuovo terrazzamento leggermente più in basso rispetto alla chiesa.
Dalla metà del secolo altri lavori furono indirizzati al rifacimento della pavimentazione della sala ed alla costruzione della cappella di San Rocco, nata come ex voto per lo scampato pericolo di contagio da una epidemia di colera che aveva colpito la valle.
Verso la fine del secolo furono modificate nella loro forma le finestre sulla facciata.

### XX secolo
La sacrestia venne edificata nel 1904 poi si procedette con un generale restauro.
Nel 1913 Folgaria divenne sede di decanato, distaccandosi così da Rovereto.
Poco dopo lo scoppio del primo conflitto mondiale accanto al cimitero civile venne costruito il cimitero militare, destinato ai soldati caduti sul fronte.
Nel primo dopoguerra navate e presbiterio vennero decorati a fresco da Carlo Donati.
Nel 1944 la cappella, già intitolata a San Rocco, fu ridedicata alla Madonna Addolorata, e questo come ex voto per la protezione avuta durante il secondo conflitto mondiale.
Dagli anni cinquanta in avanti continuarono gli interventi restaurativi come la sostituzione dell'orologio, il rifacimento del pavimento e la decorazione sulle pareti della cappella della Madonna Addolorata e poi un lavoro simile nella cappella del Crocifisso, che però venne rivestita con marmi.